# Vandalové

Germánské kmeny kolem roku 100 n. l. (bez Skandinávie), Vandalové tmavě zeleně

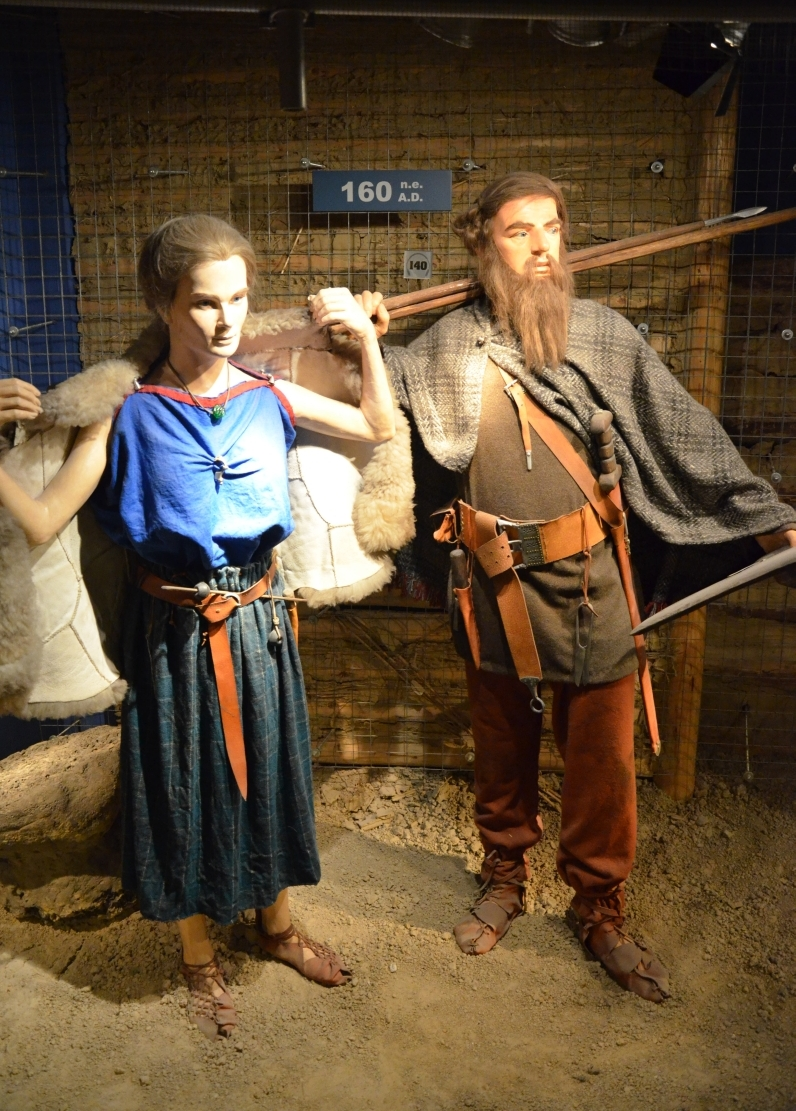
Rekonstrukce Vandalů v Archeologickém muzeu v polském Krakově

Vandalové byli velký východogermánský kmen nebo skupina kmenů, které se poprvé v historii objevily na území dnešního jižního Polska. Některé z nich později značně migrovaly. Nejvíce vešla ve známost velká skupina, která v 5. století na pyrenejském poloostrově, v západním středomoří a v severní Africe založila vandalské království. Jazykem jim byla vandalština jazykově patřící k východogermánské skupině.
Tradiční pohled je takový, že se Vandalové během 2. století před naším letopočtem přesunuli z jižní Skandinávie do oblasti mezi dolní Odru a Vislu a kolem roku 120 před naším letopočtem se usadili ve Slezsku. Jsou spojováni s převorskou kulturou a byli pravděpodobně totožní s kmenem Lugiů. Během markomanských válek expandovali do Dácie a během krize třetího století do Panonie. Určité stopy zanechali ve 2. století n. l. také na území Slovenska. Kolem roku 330 n. l. byli Vandalové Góty omezeni na území Panonie, kde od Konstantina I. Velikého dostali povolení k usídlení. Kolem roku 400 donutily nájezdy Hunů mnoho germánských kmenů k odchodu na území římské říše. Vandalové tak byli spolu s dalšími kmeny tlačeni na západ, roku 406 překročili Rýn a přešli do Galie. V roce 409 překročili Pyreneje na Pyrenejský poloostrov, kde se hlavní skupiny, Hasdingové a Silingové, usadily v provinci Gallaecia (severozápad poloostrova) a Baetica (jižní část poloostrova).

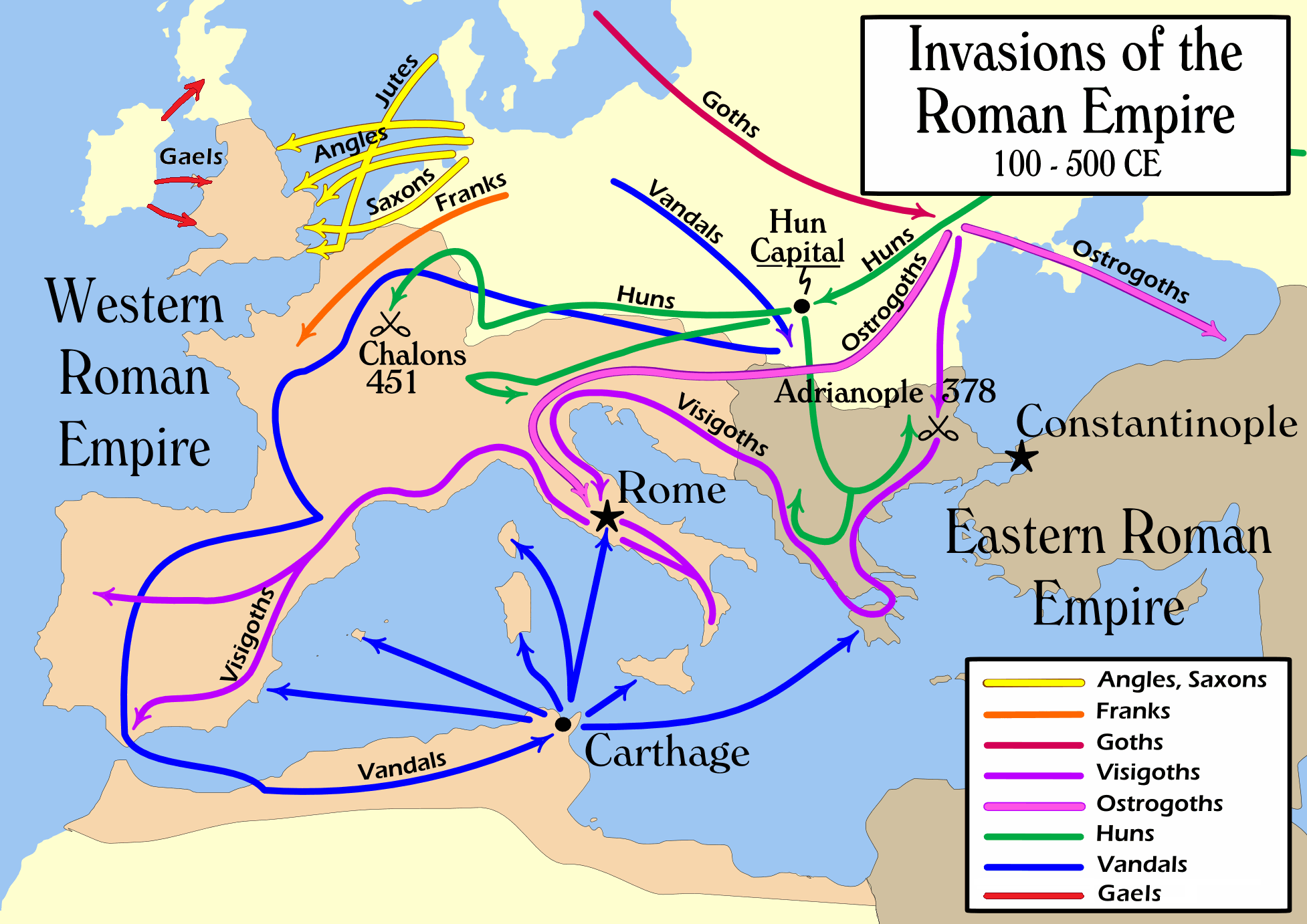
Invaze Germánů a Hunů, 2.–6. století

Na příkaz Římanů napadli Pyrenejský poloostrov v roce 418 Vizigóti. Téměř zničili íránské Alany a vandalské Silingy, kteří se dobrovolně podrobili vládě hasdingského vůdce Gundericha, který byl v roce 419 vytlačen z Gallaecie do Baetiky římsko-svébskou koalicí. V roce 429 se Vandalové pod vedením krále Geisericha (vládl 428–477) přesunuli do severní Afriky. Roku 439 zde založili království, které zahrnovalo římskou provincii Afrika, také Sicílii, Korsiku, Sardinii, Maltu a Baleáry. Odrazili několik římských pokusů o zpětné získání africké provincie a v roce 455 Řím vyplenili. Jejich království se zhroutilo během vandalské války v letech 533–4, ve které síly císaře Justiniána I. dobyly provincii pro východořímskou říši.
Renesanční a raně novodobí spisovatelé charakterizovali Vandaly jako barbary, kteří „drancovali a rabovali“ Řím. Takto vznikl termín „vandalismus“ popisující nějaké zbytečné ničení, zvláště „barbarské“ znehodnocování uměleckých děl. Nicméně někteří moderní historici popisují Vandaly během přechodného období z pozdního starověku k ranému středověku jako udržitele, a ne ničitele římské kultury.

## Dějiny

### Migrace

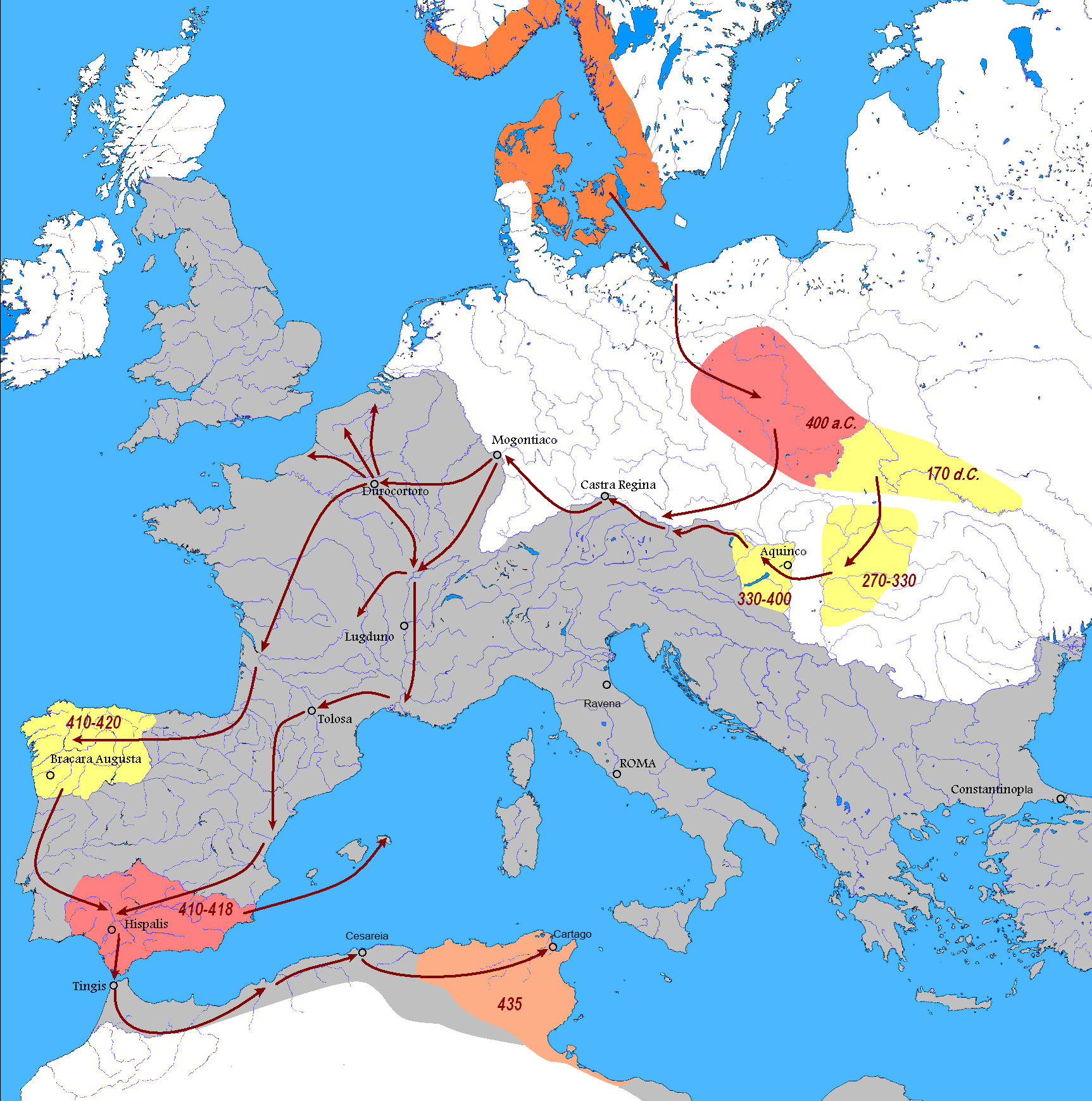
Migrace Vandalů ze Skandinávie přes Dácii, Galii, Pyrenejský poloostrov do severní Afriky, Římská říše (šedá)

Ve 2. století se Vandalové, kvůli migraci Gótů, rozdělili na dvě větve, Hasdingy a Silingy. Silingové se usadili ve Slezsku, Hasdingové se dostali až do okolí Tisy. Okolo roku 330 se obě větve opětovně spojily, když je znovu ohrožovali Gótové. Císařem Konstantinem jim bylo přiděleno území v Panonii, kde se spojili s kočovnými Alany, původem z Persie. Okolo roku 370, po nájezdech Hunů, se Vandalové s Alany vydali na západ. V provincii Raetia jich část vstoupila do služby k vojevůdci římských vojsk Stilichonovi, jehož otec byl také Vandal, proti Hunům. Hlavní část se roku 406 dostala k Rýnu, zde se spojili s částí Svébů a porazili Franky. Po dočasném usídlení v Galii roku 409 překročili Pyreneje a během pár let získali vládu nad jižní částí provincie Hispania, která byla podle nich později pojmenována Andalusií (Vandalitia). Hasdingové se usídlili poblíž Svébů v Galicii, Silingové se usadili v oblasti Baetica (část Andalusie) a Alanové v Lusitanii. Roku 416 byli Silingové poraženi Vizigóty a za dva roky byli poraženi i Hasdingové s Alany. Díky stálé hrozbě se Hasdingové, Silingové a Alanové spojili do jednoho království, poté se Vizigóti z Hispánie na čas stáhli. Do roku 425 Vandalové dobyli jihovýchodní pobřeží Pyrenejského poloostrova, tím získali silnou námořní flotu a podnikali pirátské výpravy na Baleáry a pobřeží Mauretánie (oblast severu Maroka), kde se roku 429 vylodili.

### Vandalské království v Africe

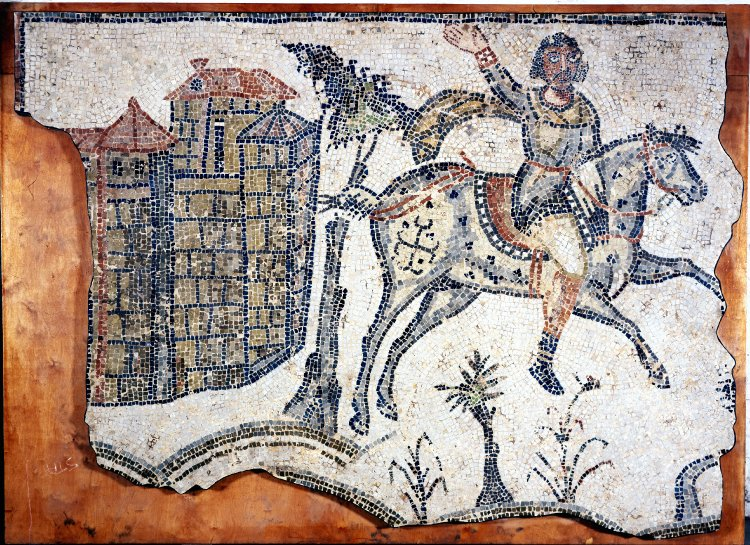
Vandalský jezdec, mozaika nalezená blízko Kartága

Vandalové sem byli pozváni římským guvernérem Bonifáciem jako jeho spojenci a bylo jim přislíbeno – za vojenskou pomoc proti římskému senátu – i území k osídlení. Bonifácius se jednak zalekl jejich velikého počtu (údajně až 80 000 bojovníků), jednak byl Římem omilostněn (pravděpodobně ze stejného důvodu) a vyzval Vandaly k návratu do Hispánie. Ti, pravděpodobně záměrně, neuposlechli této výzvy a obrátili své zbraně proti němu. Snadno a rychle rozdrtili místní římské posádky, pokud se jim vůbec postavily na odpor, a opanovali celé zdejší římské území (dnešní severní Maroko a severní Alžírsko (viz Geiserich). Vandalové vyznávali již od pobytu v Hispánii jako kmenové náboženství ariánské křesťanství a netolerovali ani římské katolické vyznání, ani východní řecké. Po pevném uchopení moci v Africe své výboje přenesli na velké středomořské ostrovy.

### Vandalové dobyvateli Říma

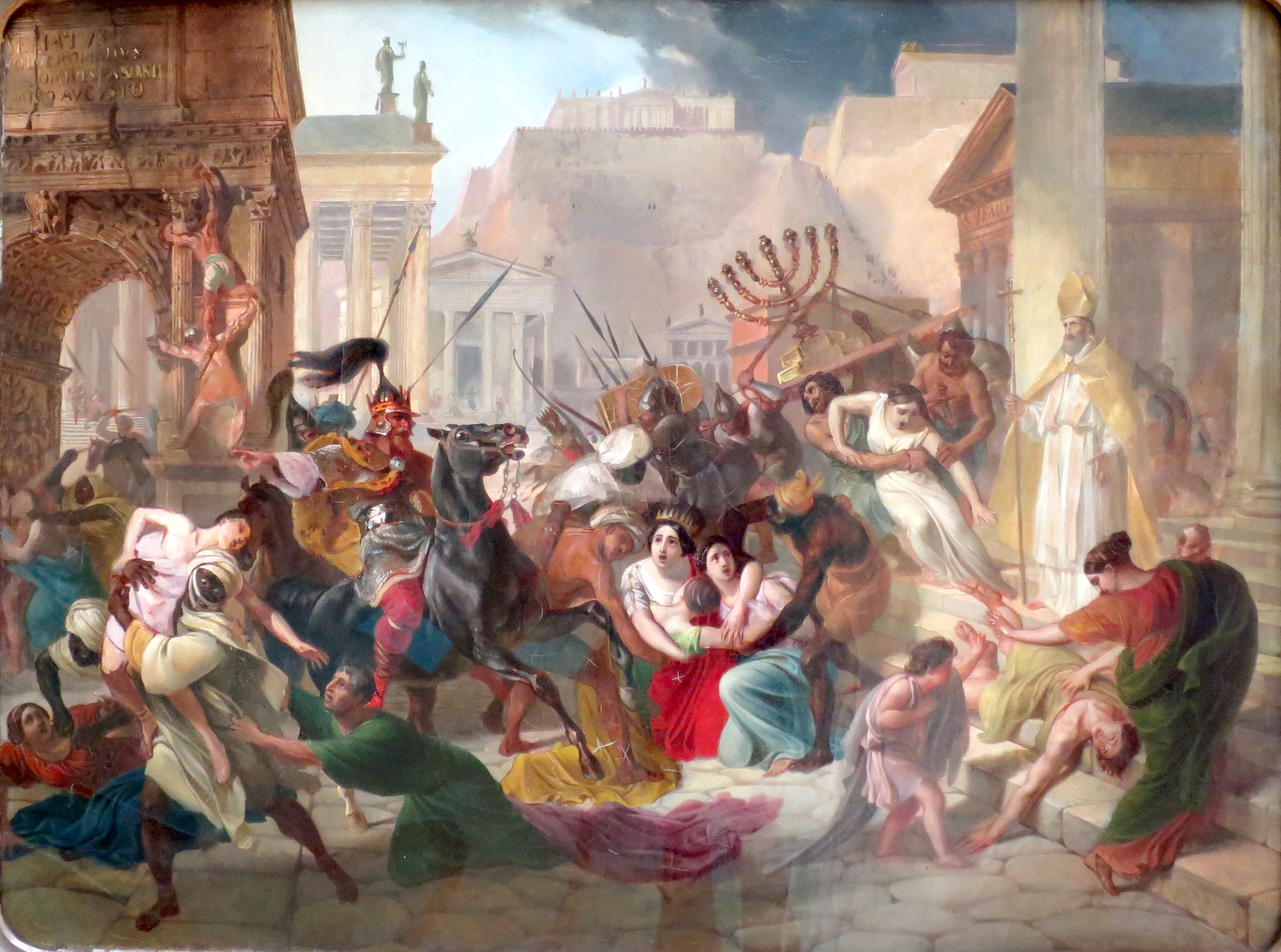
Vydrancování Říma Vandaly roku 456, obraz od Karla Briullova (1833–1836)

Roku 455 připlula vandalská flota s armádou, pod velením krále Geisericha, do Itálie a dobyli Řím. Možnou záminkou či důvodem byla i žádost manželky císaře Petronia Maxima, Licinie Eudoxie, aby ji Geiserich zachránil z nedobrovolného svazku s Maximem, který podle ní dal zabít jejího předchozího manžela, bývalého císaře Valentinina III. Císař Petronius Maximus místo obrany města zvolil útěk, na kterém při nehodě 31. května zahynul. 2. června vstoupili do města Vandalové vedení Geiserichem, naložili na své lodě ukořistěné římské poklady a po dvou týdnech odpluli zpět do Kartága. S nimi odplula také císařovna Licinie Eudoxie a její dcery, Placidie a Eudoxie mladší, která se měla stát ženou Geiserichova syna. Někteří historikové připisují Vandalům zběsilé bezuzdné plenění a ničení Říma – tak se jméno kmene Vandalů stalo synonymem pro bezdůvodné ničení. Podle jiných autorů bylo město Řím, do kterého vstoupil Geiserich, již v důsledku vleklé krize říše v rozkladu – císař zemřel na útěku, počet obyvatel klesl oproti třetímu století na třetinu, pohanské chrámy byly napadány křesťanskou chudinou a římské stavby byly potají rozebírány na stavební materiál. Papež Lev I. navíc měl vyjednat s Geiserichem zamezení zbytečného vraždění a ničení.

### Neúspěšný římský pokus dobýt Vandalské království v Africe a důsledky

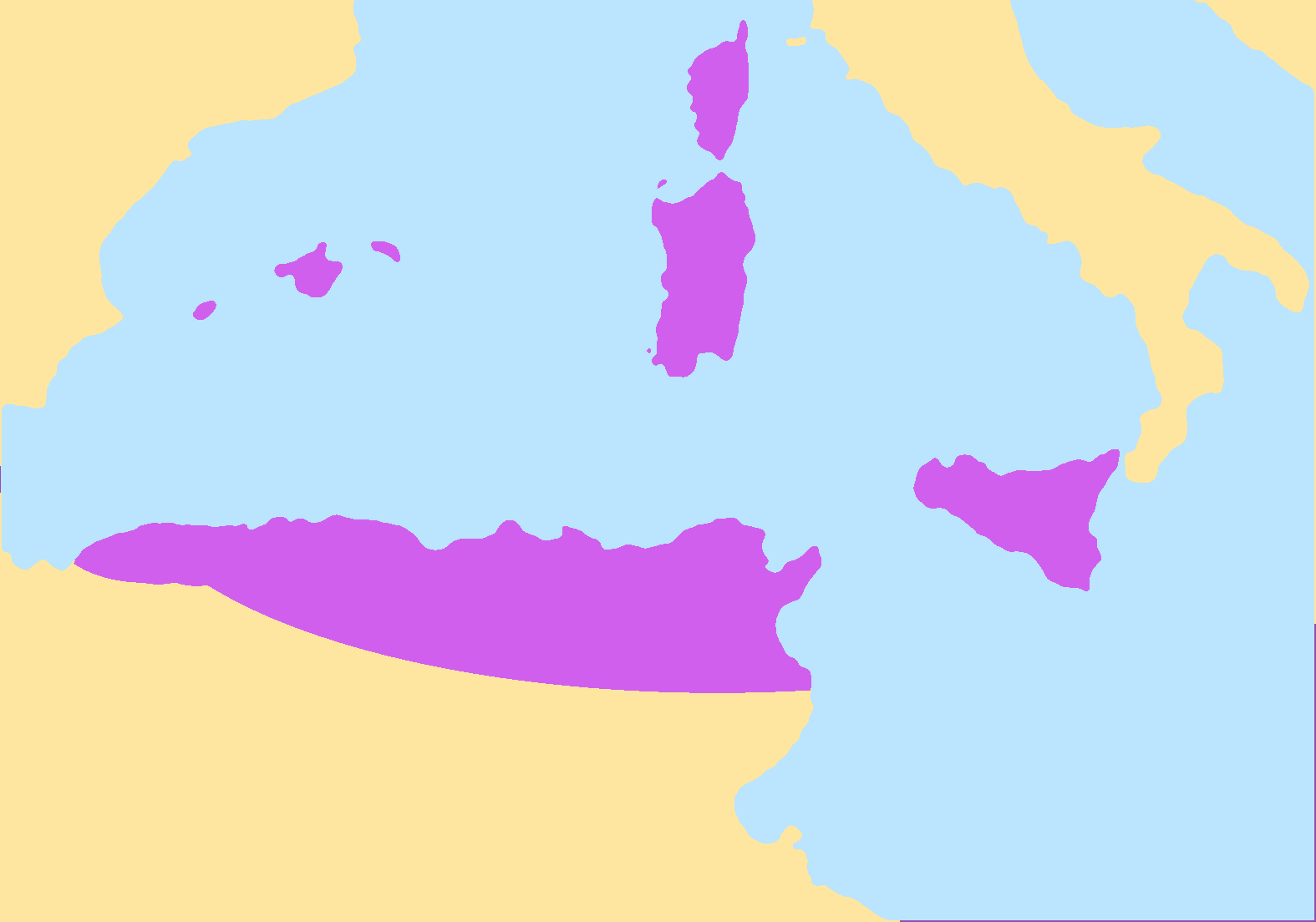
Vandalské království kolem roku 470

Gaislerich založil v Africe Vandalské království s křesťanským ariánským náboženstvím, prakticky nezávislé na Římě a dál pořádal námořní nájezdy na Sicílii a Itálii. Tyto výpravy měly kromě získávání kořisti i náboženský podtext – jako souboj ariánského křesťanství vyznávaného Vandaly a křesťanství katolického (zaměřeného proti ariánskému vyznání – jeho představitelem byl i římský papež Lev I.). Papež Lev vypravil roku 468 dohromady nákladnou flotu, trestnou výpravu, s cílem dobýt hlavní město vandalského afrického království Kartágo – armáda zapojila mj. i nájemné jednotky Gótů, Burgurdů a Hunů. Po souboji na moři s vandalským loďstvem se úspěšnější římská armáda vylodila v Libyi, po té se ale Vandalům podařilo římské loďstvo zčásti zapálit a vyloděné jednotky pobít či zajmout, takže trestná výprava byla poražena. Císař Východořímské říše Zenon nakonec uznal Geisericha za vládce severní Afriky, Baleárských ostrovů, Korsiky Sardinie a Sicílie. Geiserich vrátil Římanům zajatce, které neprodal do otroctví, zaručil ve své zemi svobodu katolického vyznání a přestal podnikat loupeživé nájezdy proti říši.

### Vzestup a pád království

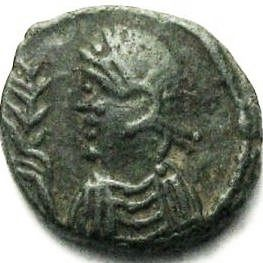
Mince s králem Hunerichem

První známý král Godigisel padl v boji s Franky, po něm nastoupil jeho syn Gunderich, nejspíš už on chtěl podnikat vpády do Afriky, ale nedožil se toho. Tehdy na trůn nastoupil výše zmíněný Geiserich (428–477), který své desetileté tažení severní Afrikou zakončil roku 439 obsazením Kartága a pokračoval dalšími výboji na Sicílii a ostrovy západního Středomoří. Po Geiserichově smrti nastoupil na trůn jeho nejstarší syn Hunerich, který byl krutým vládcem a tvrdým zastáncem ariánství. Po něm vládl od roku 484 Gunthamund. Byl to mírnější panovník než jeho předchůdce, nepronásledoval katolíky, s byzantskou říší vycházel lépe. Po jeho smrti v roce 496 nastoupil Thrasamund, jeho bratr. Tehdy katolická církev nabírala na síle a na jihu říše povstali Berbeři. Thrasamund byl poražen a krize se nadále prohlubovala; roku 523 zemřel. Král Hilderich (523–530), synovec neblaze proslulého Geisericha, po prudkém zhoršení dosavadních spojeneckých vztahů s Góty v Itálii (měl za manželku sestru gótského krále Theodoricha Velikého) nasadil probyzantský kurs své zahraniční politiky. Po vnitřních náboženských (podporou neariánských křesťanských kultů) a politických sporech byl roku 530 při palácovém převratu sesazen, uvězněn a vandalským králem se stal jeho synovec Gelimer. Uvěznění Hildericha se tak stalo vítanou záminkou vojenského zásahu Byzance na Západě pod velením proslulého Belisaria (bitva u desátého milníku).

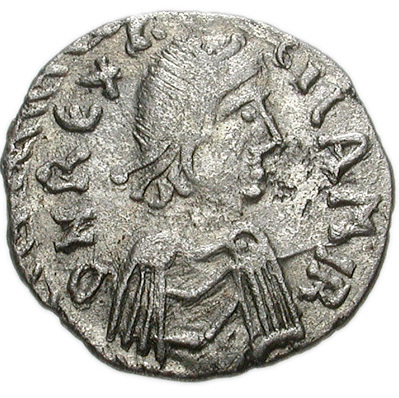
Mince s Gelimerem

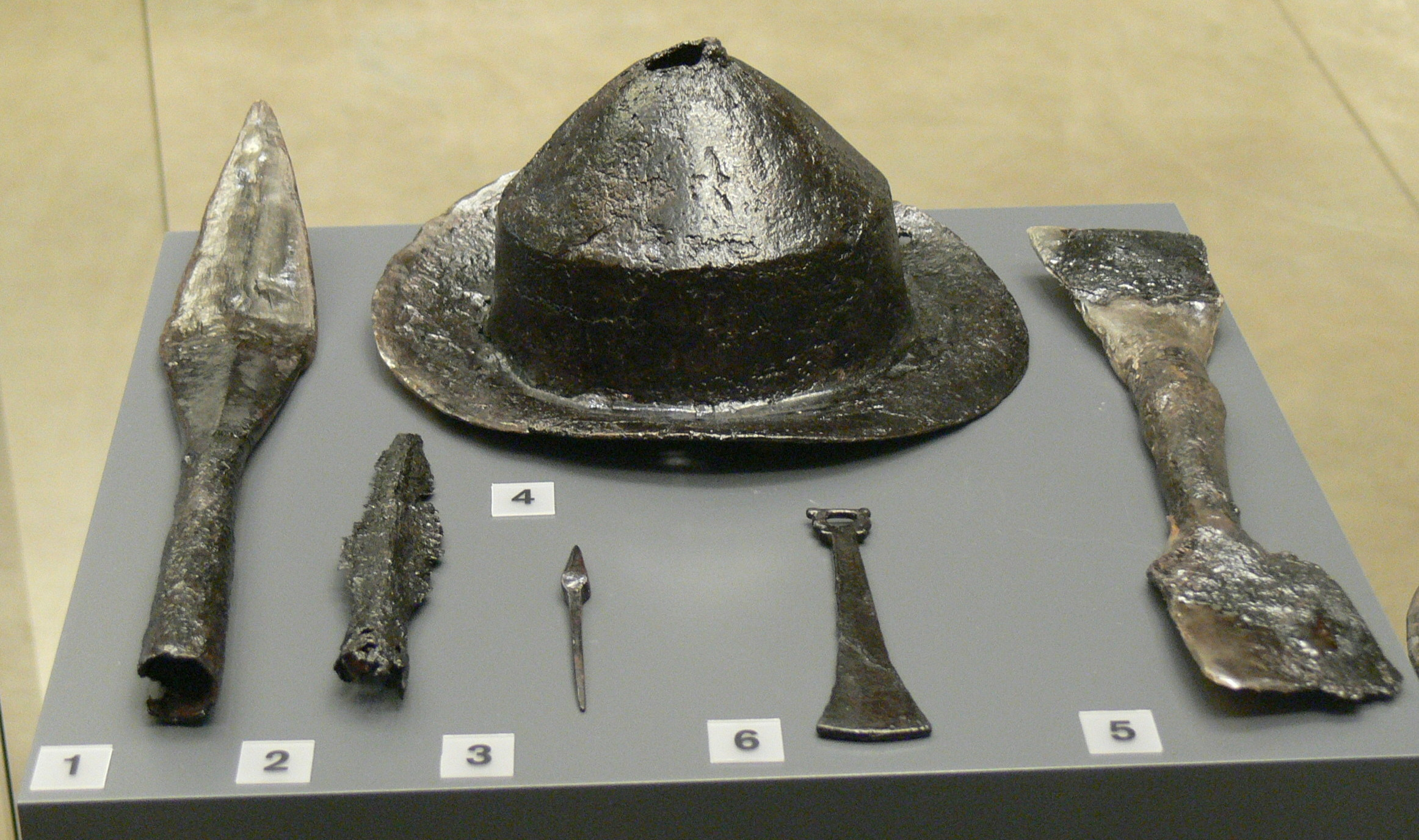
Nálezy vandalského vybavení – přilba a hroty oštěpů (3. nebo 4. století n. l.), vandalský hrob v Zalău, muzeum Zalau

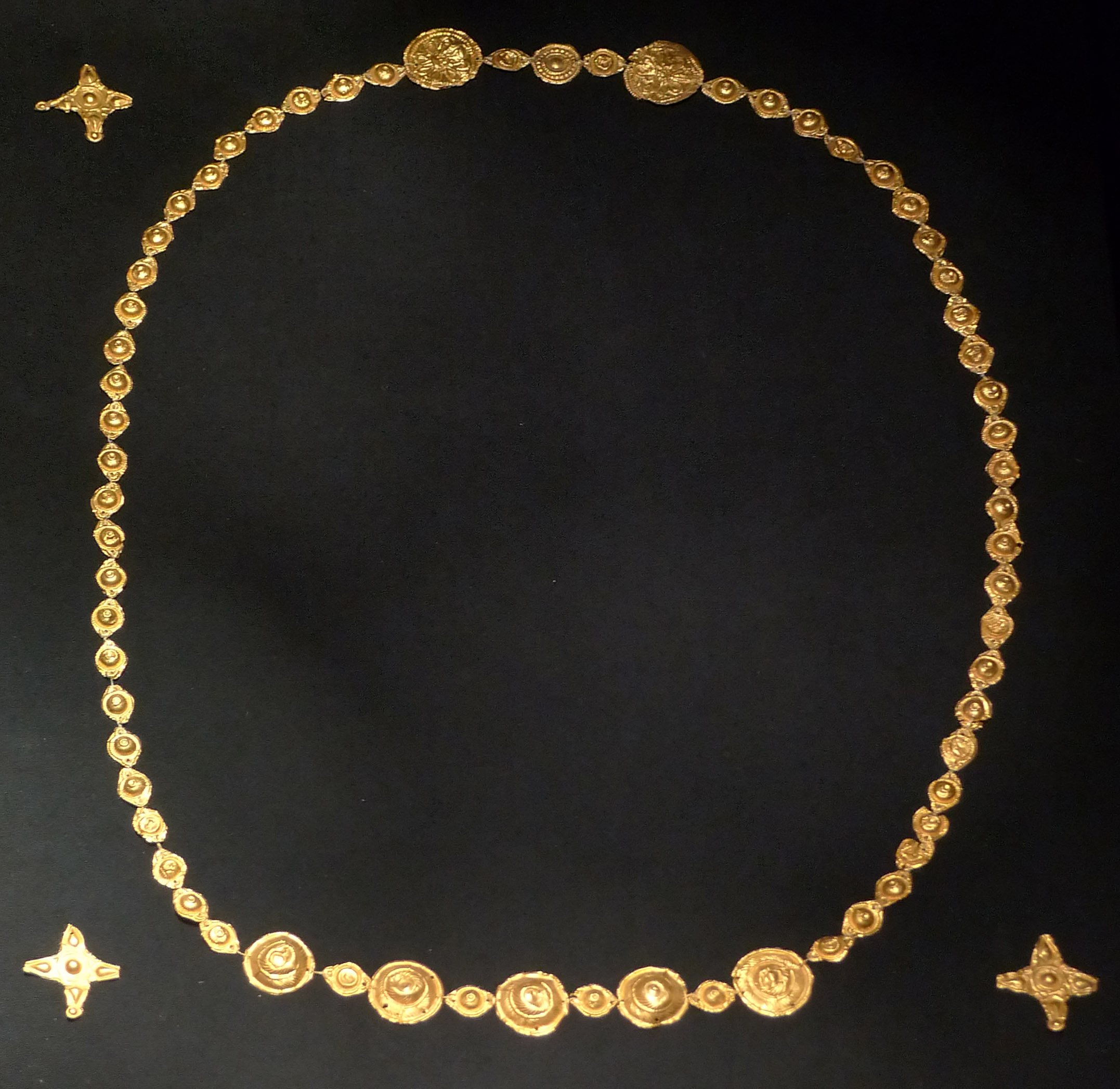
Pozlacené vandalské šperky ze 3. nebo 4. století

Po bitvě otevřelo Kartágo, opuštěné vandalskou posádkou, Belisariovi brány jako svému osvoboditeli. Králův bratr Zaza v této době vítězně ukončil tažení na Sardinii a poslal zprávu lodí do Kartága. Tedy přímo Belisariovi do rukou a ač dosavadní vojenská neschopnost Vandalů, zejména krále Gelimera, budila v Belisariově štábu pochyby, zda nejde o rafinovaný trik, mající byzantské vojsko vlákat někam do pasti a zcela rozdrtit, Belisarius pevně věřil, že Vandalové již válku neodvratně prohráli. Zbývající vandalské síly uprchlé z bitvy u desátého milníku shromažďoval Gelimer ve vnitrozemském městě Bulla, kam záhy dorazila i Zazova armáda ze Sardinie. Oba bratři, naplněni velkou sebedůvěrou, přitáhli se svou početnou spojenou armádou ke Kartágu a počali s podivným obléháním. Přerušili akvadukt a obsadili hlavní silnici, ačkoliv město bylo bohatě zásobeno potravinami, mělo vlastní studny a nadto volný přístup k moři. Jízdní oddíly Vandalů pod Zazovým velením bezradně objížděly hradby, odkud je obránci ostřelovali šípy a vyráželi ke stále odvážnějším protiútokům. Jeden velký oddíl vandalských jezdců byl 20 mil od Kartága napaden Belisariovým těžkým jezdectvem a o život zde přišel právě sám Zaza. Z města mezitím vyrazila i Belisariova pěchota, ale nedostala již šanci se do boje vůbec zapojit. Gelimer se po zprávě o Zazově smrti začal cítit pronásledovaný osudem. V tomto rozpoložení učinil svůj poslední osudný, ne-li ostudný a nekrálovský počin a pouze se šestiletým synovcem, potomkem Ammatase, z tábora uprchl.
Po marném pokusu uniknout po moři do Hispánie, kde doufal nalézt útočiště, se vandalský král uchýlil do vnitrozemí k divokým maurským kmenům, které byly v tradiční opozici proti všem dobyvatelům severní Afriky, kteří se zde za staletí vystřídali, a podplatil je. Králův příklad v táboře před Kartágem bleskově následovali jeho generálové a s nimi záhy prchala celá vandalská armáda. Tisíce prchajících a porůznu se skrývajících Vandalů bylo poté v širokém okolí jímáno a odváděno v poutech do Kartága.
Vandalové se projevili jako velice talentovaní sběratelé zlata a pokladů obecně. Kromě velikého množství zlata a šperků získaných v samotném Kartágu, včetně zvlášť uskladněné ohromné kořisti z Vandaly vydrancovaného Říma, čekaly na vítěze ve vandalském táboře další truhly peněz a cenností. Vandalové v táboře zanechali nejen své otroky a služebnictvo, ale i vlastní ženy a děti. Každý z Belisariových vojáků se stal rázem velikým boháčem. Navíc pro každého byl k dispozici v Kartágu či v jeho zahradních předměstích alespoň dům, ne-li palác opuštěný svými vandalskými majiteli. Belisariovi se okamžitě po těchto událostech bez boje poddala další města v Africe.
Obyvatelstvo převážně nevandalského původu neželelo zhroucení vandalské moci a všude se opakovala situace z Kartága po bitvě u desátého milníku. Četní dobrovolníci vstupovali do Belisariova vojska a poskytovali mu neocenitelné služby při pacifikaci vzdálených končin (např. Maroko) bývalého vandalského království. Podobně se byzantské moci bez boje poddala i Sardinie a Korsika. Pouze vandalskou část Sicílie s centrem v městě Lylibaeu odmítli Gótové, vládnoucí většině ostrova, vydat a Lylibaeum obsadili vlastní posádkou. Gelimer, držen spíše v šachu nežli obléhán na hoře Pappua u Hippo Regia, se nakonec za Belisariovy záruky vzdal a byl později odvezen do Byzance, kde od císaře dostal titul patricie i příslušející statky a dožil zde jako čestný zajatec. Belisarius si pak naklonil většinu nerozhodných maurských náčelníků hodnostmi, poctami a dary a doufal, že z nich časem získá po náležitém výcviku kvalitní jízdní lučištníky k obraně nových byzantských držav.
Vandalové neznali písemnictví a nic se po nich nedochovalo, konec jejich říše znamenal také zánik tohoto germánského etnika.

## Seznam panovníků
- (?–335) Visimar
- 359–406 Godigisel
- 406–428 Gunderich
- 428–477 Geiserich
- 477–488 Hunerich
- 484–496 Gunthamund
- 496–523 Thrasamund
- 523–530 Hilderich
- 530–533 Gelimer